# Doha Diamond League 2019
Navigation
Édition précédente Édition suivante
Le Meeting de Doha 2019 (en anglais : 2019 Doha Diamond League) se déroule le 3 mai 2019 au Qatar SC Stadium de Doha, au Qatar. Il s'agit de la première étape de la Ligue de diamant 2019.

## Résultats

### Hommes
| Rang | Athlète                  | Temps   | Points |
| ---- | ------------------------ | ------- | ------ |
| 1    | Ramil Guliyev            | 19 s 99 | 8      |
| 2    | Alex Quiñónez            | 20 s 19 | 7      |
| 3    | Aaron Brown              | 20 s 20 | 6      |
| 4    | Jereem Richards          | 20 s 21 | 5      |
| 5    | Alonso Edward            | 20 s 56 | 4      |
| 6    | Nethaneel Mitchell-Blake | 20 s 83 | 3      |
| 7    | Leon Reid                | 20 s 93 | 2      |
| 8    | Jaber Hilal Al Mamari    | 21 s 47 | 1      |

| Rang | Athlète                 | Temps              | Points |
| ---- | ----------------------- | ------------------ | ------ |
| 1    | Nijel Amos              | 1 min 44 s 29 (WL) | 8      |
| 2    | Emmanuel Korir          | 1 min 44 s 50      | 7      |
| 3    | Donavan Brazier         | 1 min 44 s 70      | 6      |
| 4    | Abubaker Haydar Abdalla | 1 min 44 s 82      | 5      |
| 5    | Jonathan Kitilit        | 1 min 44 s 97      | 4      |
| 6    | Cornelius Tuwei         | 1 min 45 s 39      | 3      |
| 7    | Adam Kszczot            | 1 min 45 s 60      | 2      |
| 8    | Wyclife Kinyamal        | 1 min 45 s 66      | 1      |

| Rang | Athlète                  | Temps              | Points |
| ---- | ------------------------ | ------------------ | ------ |
| 1    | Elijah Manangoi          | 3 min 32 s 21 (WL) | 8      |
| 2    | Timothy Cheruiyot        | 3 min 32 s 47      | 7      |
| 3    | Bethwell Birgen          | 3 min 33 s 12      | 6      |
| 4    | Vincent Kibet            | 3 min 33 s 21      | 5      |
| 5    | Charles Cheboi Simotwo   | 3 min 33 s 31      | 4      |
| 6    | Ronald Kwemoi            | 3 min 33 s 99      | 3      |
| 7    | George Meitamei Manangoi | 3 min 34 s 00      | 2      |
| 8    | Brahim Kaazouzi          | 3 min 34 s 57      | 1      |

| Rang | Athlète                 | Temps             | Points |
| ---- | ----------------------- | ----------------- | ------ |
| 1    | Soufiane El Bakkali     | 8 min 7 s 22 (WL) | 8      |
| 2    | Hillary Bor             | 8 min 8 s 41      | 7      |
| 3    | Leonard Bett            | 8 min 8 s 61      | 6      |
| 4    | Chala Beyo              | 8 min 10 s 55     | 5      |
| 5    | Abraham Kibiwott        | 8 min 12 s 42     | 4      |
| 6    | Lawrence Kemboi Kipsang | 8 min 13 s 59     | 3      |
| 7    | Nicholas Kiptanui Bett  | 8 min 16 s 66     | 2      |
| 8    | Benjamin Kigen          | 8 min 19 s 57     | 1      |

| Rang | Athlète                 | Marque | Points |
| ---- | ----------------------- | ------ | ------ |
| 1    | Sam Kendricks           | 5,80 m | 8      |
| 2    | Thiago Braz             | 5,71 m | 7      |
| 3    | Seito Yamamoto          | 5,61 m | 6      |
| 4    | Piotr Lisek             | 5,46 m | 5      |
| 4    | Ernest John Obiena      | 5,46 m | 5      |
| 6    | Charlie Myers           | 5,46 m | 3      |
| 7    | Konstantinos Filippidis | 5,46 m | 2      |
| 7    | Bo Kanda Lita Baehre    | 5,46 m | 2      |

| Rang | Athlète           | Marque  | Points |
| ---- | ----------------- | ------- | ------ |
| 1    | Ryan Crouser      | 22,13 m | 8      |
| 2    | Tomas Walsh       | 22,06 m | 7      |
| 3    | Darlan Romani     | 21,60 m | 6      |
| 4    | Darrell Hill      | 21,28 m | 5      |
| 5    | Michal Haratyk    | 21,18 m | 4      |
| 6    | Joe Kovacs        | 20,83 m | 3      |
| 7    | Tomáš Stanek      | 20,61 m | 2      |
| 8    | Konrad Bukowiecki | 20,46 m | 1      |

| \| Rang \| Athlète \| Marque \| Points \| \| ---- \| -------------------- \| ------- \| ------ \| \| 1 \| Daniel Ståhl \| 70,56 m \| 8 \| \| 2 \| Lukas Weisshaidinger \| 66,90 m \| 7 \| \| 3 \| Ehsan Hadadi \| 66,78 m \| 6 \| \| 4 \| Reggie Jagers III \| 64,89 m \| 5 \| \| 5 \| Christoph Harting \| 64,49 m \| 4 \| \| 6 \| Piotr Małachowski \| 64,45 m \| 3 \| \| 7 \| Mason Finley \| 63,52 m \| 2 \| \| 8 \| Ola Stunes Isene \| 62,63 m \| 1 \| |                      |         |        |
| Rang | Athlète              | Marque  | Points |
| 1 | Daniel Ståhl         | 70,56 m | 8      |
| 2 | Lukas Weisshaidinger | 66,90 m | 7      |
| 3 | Ehsan Hadadi         | 66,78 m | 6      |
| 4 | Reggie Jagers III    | 64,89 m | 5      |
| 5 | Christoph Harting    | 64,49 m | 4      |
| 6 | Piotr Małachowski    | 64,45 m | 3      |
| 7 | Mason Finley         | 63,52 m | 2      |
| 8 | Ola Stunes Isene     | 62,63 m | 1      |

### Femmes
| Rang | Athlète             | Temps         | Points |
| ---- | ------------------- | ------------- | ------ |
| 1    | Elaine Thompson     | 10 s 87       | 8      |
| 2    | Marie-Josée Ta Lou  | 11s 21        | 7      |
| 3    | Kayla White         | 11 s 25       | 6      |
| 4    | Kristal Awuah       | 11 s 27 (SB)  | 5      |
| 5    | Anthonique Strachan | 11 s 42 (=SB) | 4      |
| 6    | Amy Hunt            | 11 s 43       | 3      |
| 7    | Payton Chadwick     | 11 s 51 (PB)  | 2      |
| 8    | Cindy Ofili         | 11 s 74 (SB)  | 1      |

| Rang | Athlète               | Temps                  | Points |
| ---- | --------------------- | ---------------------- | ------ |
| 1    | Faith Kipyegon        | 1 min 57 s 68 (WL, PB) | 8      |
| 2    | Esther Guerrero       | 1 min 59 s 22 (PB)     | 7      |
| 3    | Adelle Tracey         | 1 min 59 s 87 (SB)     | 6      |
| 4    | Habitam Alemu         | 2 min 00 s 11 (SB)     | 5      |
| 5    | Winnie Nanyondo       | 2 min 00 s 49 (SB)     | 4      |
| 6    | Angelika Cichocka     | 2 min 01 s 06 (SB)     | 3      |
| 7    | Kaela Edwards         | 2 min 01 s 49          | 2      |
| 8    | Shelayna Oskan-Clarke | 2 min 02 s 22          | 1      |

| Rang | Athlète                    | Temps         | Points |
| ---- | -------------------------- | ------------- | ------ |
| 1    | Hellen Obiri               | 8 min 22 s 54 | 8      |
| 2    | Agnes Jebet Tirop          | 8 min 22 s 92 | 7      |
| 3    | Beatrice Chepkoech         | 8 min 22 s 92 | 6      |
| 4    | Margaret Chelimo Kipkemboi | 8 min 24 s 76 | 5      |
| 5    | Hyvin Kiyeng               | 8 min 25 s 13 | 4      |
| 6    | Gudaf Tsegay               | 8 min 25 s 23 | 3      |
| 7    | Laura Weightman            | 8 min 26 s 31 | 2      |
| 8    | Tsehay Gemechu             | 8 min 33 s 42 | 1      |

| Rang | Athlète            | Temps   | Points |
| ---- | ------------------ | ------- | ------ |
| 1    | Payton Chadwick    | 12 s 78 | 8      |
| 2    | Taliyah Brooks     | 12 s 86 | 7      |
| 3    | Cindy Ofili        | 13 s 02 | 6      |
| 4    | Klaudia Wojtunik   | 13 s 21 | 5      |
| 5    | Zoe Sedney         | 13 s 24 | 4      |
| 6    | Mette Graversgaard | 13 s 25 | 3      |
| 7    | Anja Lukic         | 13 s 48 | 2      |
| 8    | Yanique Thompson   | 13 s 52 | 1      |

| \| Rang \| Athlète \| Marque \| Points \| \| ---- \| --------------------- \| ------ \| ------ \| \| 1 \| Maryna Bekh-Romanchuk \| 6,91 m \| 8 \| \| 2 \| Ese Brume \| 6,71 m \| 7 \| \| 3 \| Khaddi Sagnia \| 6,85 m \| 6 \| \| 4 \| Milica Gardaševic \| 6,46 m \| 5 \| \| 5 \| Taliyah Brooks \| 6,30 m \| 4 \| \| 6 \| Eva Bastmeijer \| 6,17 m \| 3 \| \| 7 \| Yariadmis Argüelles \| 5,74 m \| 2 \| |                       |        |        |
| Rang | Athlète               | Marque | Points |
| 1 | Maryna Bekh-Romanchuk | 6,91 m | 8      |
| 2 | Ese Brume             | 6,71 m | 7      |
| 3 | Khaddi Sagnia         | 6,85 m | 6      |
| 4 | Milica Gardaševic     | 6,46 m | 5      |
| 5 | Taliyah Brooks        | 6,30 m | 4      |
| 6 | Eva Bastmeijer        | 6,17 m | 3      |
| 7 | Yariadmis Argüelles   | 5,74 m | 2      |

## Légende
Records et Performances
- AR : Record continental (area record)
- CR : Record des championnats (championship record)
- MR : Record du meeting (meet record)
- NR : Record national (national record)
- OR : Record olympique (olympic record)
- PR : Record paralympique (paralympic record)
- PB : Record personnel (personal best)
- SB : Meilleure performance personnelle de la saison (season's best)
- WL : Meilleure performance mondiale de l'année (world leader)
- WJR : Record du monde junior (world junior record)
- WR : Record du monde (world record)

Circonstances et Conditions
- DNF : N'a pas terminé (did not finish)
- DNS : N'a pas pris le départ (did not start)
- DQ : Disqualification (disqualification)
- NM : Aucun essai valable enregistré (No Mark)
- Q : Qualifié « directement » au prochain tour (ou à la prochaine compétition), lors d'une compétition majeure, grâce au classement ou à la réalisation des minima (automatic qualifier)
- q : Qualifié au prochain tour (ou à la prochaine compétition), lors d'une compétition majeure, grâce au repêchage ou à la réalisation de l'une des meilleures performances parmi celles des « non qualifiés directement » (grâce au meilleur temps ou à la meilleure distance par exemple) (secondary qualifier)

DLR Record de la Ligue de diamant